# Бару Мирон Йосипович
Бару Мирон Йосипович (нар. 16 березня 1907, Житомир — пом. 23 квітня 1998, Харків) — український вчений-правознавець, доктор юридичних наук, професор, лауреат Державної премії УРСР (1984), заслужений працівник вищої школи України, завідувач кафедри трудового права (1954–1964).

## Біографія
Народився 16 березня 1907 року у місті Житомирі. У 1929 році закінчив правовий факультет Харківського інституту народного господарства. Трудовий шлях починав на посаді секретаря губернського суду міста Житомира (1921–1925). З 1929 по 1931 роки — консультант Наркомторгу УРСР. Обіймав посаду доцента кафедри Харківського юридичного інституту (1931–1941, 1944–1954).
Учасник Радянсько-німецької війни. У 1941–1943 роках — військовий слідчий, військовий прокурор на Волховському та Ленінградському фронтах.
З 1954 по 1964 рр. — завідувач кафедри трудового права Харківського юридичного інституту, з 1964 року — професор цієї кафедри. У 1958 році захистив докторську дисертацію «Відплатність та безоплатність у радянському цивільному праві».
Помер Мирон Йосипович Бару 23 квітня 1998 року.

## Наукова діяльність
Наукова школа під керівництвом професора М. Й. Бару розробляла проблеми, пов'язані з охороною немайнових інтересів у трудовому праві, а також з підвищенням юридичних гарантій працівників у трудових правовідносинах. Підготував 20 кандидатів юридичних наук.
Автор понад 200 наукових праць. Основними з них є:
- «Регресні обов'язки в трудовому праві»
- «Охорона трудової честі за радянським законодавством»
- «Основи радянського трудового законодавства»
- підручник «Радянське трудове право»

Був членом вченої ради з присудження наукового ступеня кандидата та доктора юридичних наук при Національній юридичній академії України імені Ярослава Мудрого. Брав участь у підготовці і проведенні багатьох всесоюзних, республіканських і регіональних науково-практичних конференцій та семінарів.